# NaNa (歌手)
NaNa（なな 、7月9日  -）は、日本のシンガーソングライター・ダンサー。埼玉県出身。
- ガールズ・ダンスチーム「OH GIRL!」のメンバー。
- NaNa★MUSiC名義で音楽作家としてTiny voiceに所属。
- アクセサリーブランド ALOHA Diamonds. アパレルAAL1(エイエイエルワン) プロデューサー/デザイナー。
- イベント"XWX"オーガナイザー

## 来歴
ダンサーとして数々のイベントに出演。ガールズ・ダンスチーム"OH GIRL!"のメンバー。振り付け、バックダンサー、インストラクターなどプロのダンサーを経て、自ら続けてきた音楽を挑戦すべく、2006年、avex (rhythm zone) が主催の公開オーディション「Starz Audition」にて関東地区で優勝し、シンガーとしても活動を本格化する。 2007年にはユニバーサルミュージックからNaNa名義でメジャーリリース。そして2009年、初めて曲を提供し、NaNa★MUSiCとして音楽作家事務所TinyVoice,Productionと契約。作家活動もスタートし、アーティストに楽曲提供してゆく。2014年にはアーティストNaNaとして、レーベルを独立。音楽以外の活動として、プロデュースとデザイナーをするHandmadeアクセサリー"ALOHA Diamonds."アパレル"AAL1"を展開。2025年、ダンスとLiveのイベント"XWX"をオーガナイズする。NaNaとしてLive活動で各地を回りながら、音楽とDance、FashionのPowerで、世界に新たなエンターテイメントを届ける日本人の女性アーティスト。

## ディスコグラフィ

### シングル
・1st single『Movin' on』（2007年） Movin' on / It's about time  
・2nd single『SHOW GIRL』（2007年）  SHOW GIRL / Next to you…  / SHOW GIRL II  
・3rd single 『Merry Christmas』（2010年）  
・4th single『7WALK』（2014年）
・5th single『Trippy Girl』（2015年）  
・6th single『Spring Love』（2016年）  
・7th single『Fly to the sky』（2016年）  
・8th single『ロンルーガール』（2016年）  
・9th single『DREAMER』（2016年）  
・10th single『White Love』（2019年）  
・11th single『All for you』（2020年）  
・12th single『Sorry』（2020年）  
・13th single『By your Side』（2020年）  
・14th single『Love you Down』（2021年）  
・15th single『GIRLS NIGHT』（2021年）  
・16th single『WET』（2022年）  
・17th single『WET - 7 TOKYO REMIX』（2022年）  
・18th single『SWEET THINGS』（2022年）  
・19th single『SWEET THINGS Feat. SWEEP& ALEXXX』（2022年）  
・20th single『Flow into me』（2024年）  
・21th single『Bounce Baby Woo』（2024年）  
・22th single『BURNING UP』（2024年）

### アルバム
・1st ALBUM 『#msuic』（2016年9月28日）

### 参加楽曲
・Slow Down (Album Mix feat.NaNa) / ZEEBRA
・Money In My Pocket Feat. NaNa / Zeebra
・No Other Man feat.NaNa / EXILE
・AIAI feat.NaNa / BANANALEMON 
・Call feat. NaNa (OH GIRL!) / CIMBA
・BE WITH ME feat.NaNa / NEVER LAND
・ある愛の行方 feat. NaNa / RINO
・ハートブレイカー feat.NaNa / MIC BANK
・Tell the truth feat.NaNa / Sweep × DJ KOMORI
・NEXT EPISODE feat. NaNa(OH GIRL!) / KM-MARKIT
・今夜はパーリラッ!! feat. NaNa, CO-KEY & BOY-KEN / mc2
・RAINBOW 〜dom dom dom〜 feat. NaNa, CHiE, 日之内エミ & CO-KEY / mc2

### 提供楽曲
・Music / 倖田來未 「SO FEVER」
・Lyrics  / Da-iCE 「You & I」
・Music / Lyrics/Chorus arrangement / A.B.C-Z 「Crazy abou you」
・Lyrics / w-inds. 「Frozen in my heart」
・Music / 傳田真央「愛言葉 with CIMBA 」
・Lyrics / Chorus arrangement / Crystal Kay -Super man- 「LOVE ROAD」
・Lyrics / MAX 「Ole! ~Happy Birthday~」
・Lyrics / MAX 「Sweet Sweet Honey」
・Lyrics / MAX 「Ole! ~Happy Birthday~」「My leader」
・Lyrics / AISHA 「BAD BOY」
・Lyrics / 観月ありさ　Album「SpeciAlisa」 / 「To Your Heart feat.WISE&Tarantula from スポンテニア」
・Lyrics / DEEP 「I MISS YOU」
・Lyrics / Chorus / VoDir /  ICONIQ 「TOKYO LADY」
・Lyrics / Chorus / ICONIQ　Album「Change myself」
「LoveShineMagic」「Crystal GIrl」
・Lyrics /DJ KOMORI「Blue Magic」feat.日之内エミ
・Chorus / HIPPY 「意識の高いデブ」
・Music / Lyrics / Chorus arrangement　 / Sowelu「Oh my memories feat.TOSHINORI YONEKURA」
・Music / Lyrics / Vo dir / Buono!　Album「partenza」「partenza~レッツゴー!!!~」

## 出演作品
- GIRLFRIENDS （フジテレビ721）星川ナナ役